# Ганс Шюц
Ганс Герман Крістоф Вільгельм Адольф Шюц (нім. Hans Hermann Christoph Wilhelm Adolf Schüz; 3 вересня 1893, Ланген — 31 серпня 1941, Середземне море) — німецький льотчик-ас, оберлейтенант Прусської армії, генерал-майор люфтваффе.

## Біографія
Син директора реального училища професора Людвіга Шюца і його дружини (1865 — ?) і його дружини Анни, уродженої Вандель (1868 — 1902). 6 березня 1911 року вступив в 5-ту роту 166-го пілотного полку. З 1 жовтня по 1 квітня 1912 року навчався у військовому училищі Ганновера. 6 травня 1913 року переведений у 8-му роту свого полку. 1 лютого 1914 року відряджений у льотне училище Гальберштадта, 11 червня — на льотну станцію Меца, 2 серпня — на авіазавод у Фрайбурзі.

### Перша світова війна
10 вересня 1914 року призначений в 3-й запасний льотний дивізіон. З 26 вересня 1915 року — льотчик 34-го польового льотного дивізіону. 28 грудня 1915 року відряджений в німецьку військову місію в Османській імперії. З 1 січня 1916 року — льотчик османського 2-го польового льотного дивізіону. З 11 квітня 1916 року — командир свого дивізіону. З 15 квітня 1917 року — командир авіаційних частин османської 6-ї армії.
Шюц діяв на Македонському фронті і над Галліполі, для підтримки турецької армії, літав на винищувачах Fokker Eindekker і Halberstadt. Його перша перемога була здобута спільно з лейтенантом Гансом-Йоахімом Буддеке.
Третьою та четвертою перемогами Шюца стали літаки, які скидали продовольство в обложений Кут. Перша з них цього дня (26 квітня 1916) була здобута над BE 2с із 30-ї ескадрильї, який не був озброєний і летів без спостерігача. Пілот, лейтенант Д.А.Л. Девідсон, намагаючись уникнути Шюца, отримав 32 кульові пробоїни у фюзеляжі літака, були перебиті тяги управління правим елероном. Девідсон, поранений у плече і передпліччя, все ж таки зумів повернутися на свій аеродром і приземлитися. Попри це, Шюцу зарахували третю перемогу.
7 травня 1916 року Шюц збив інший BE з 30-ї ескадрильї, чий пілот пішов на вимушену посадку в Кемп-Вейді, на своєму боці лінії фронту, з безліччю кульових пробоїн у його машині, з порізаним бензобаком, перебитими тросами керування і трьома простріленими лонжеронами. Другою перемогою цього дня став також BE з 30-ї ескадрильї, який перервав своє завдання через проблеми з двигуном.
3 квітня 1917 року він атакував інший BE з 30-ї ескадрильї, і в поєдинку над Баладом обидва крила ворожого літака були прошиті кулеметними чергами. Британський пілот, лейтенант Л.С.М. Пейдж, та його спостерігач, лейтенант А. Р. Ретрей, зуміли повернутися в Хасірін, попри пошкодження крил. Згодом радіоперехоплення засікло повідомлення про те, що німецький пілот таранив BE і змусив його впасти, в той час, як він сам зміг вдало приземлитися.
Після того, як Шюц здобув 15 квітня 1917 року наступну перемогу, він особисто організував церемонію похорону двох загиблих членів екіпажу — лейтенанта Г.В. Крейга та капітана К.Л. Пікерінга.
Шюц здобув свої останні перемоги у Палестині і до кінця війни йому було зараховано 10 перемог.
5 вересня 1918 року поранений. Після лікування 1 листопада 1918 року відряджений в аеродром Фрайбурга і 15 грудня очолив команду з розформування аеродрому.

### Міжвлєнний період
З 1 березня 1919 року — командир кулеметної роти 3-го земельного єгерського полку. 31 березня 1920 року звільнений у відставку.
В 1920/35 роках — торговець автомобілями. В 1928/31 роках — співробітник Німецького авіаційного науково-дослідного інституту, в 1931/34 роках — фірми Siemens & Halske AG в Берліні.
1 серпня 1934 року вступив в люфтваффе і був призначений в училище бомбардувальної авіації в Лехфельді, з 1 жовтня 1934 року — льотний керівник училища. З 1 січня 1935 року служив у випробувальній службі в Рехліні. З 1 квітня 1936 року — керівник забезпечення польотів авіаційного училища Брауншвейга. З 1 жовтня 1936 року — керівник групи забезпечення польотів 12-го запасного льотного дивізіону в Кведлінбурзі. 15 листопада 1936 року відряджений в авіаційне училище Нойруппіна. З 1 березня 1937 року — командир льотної групи в Ольденбурзі, з 1 серпня 1937 року — авіаційного училища B в Ольденбурзі, з 1 листопада 1938 року — A/B в Ольденбурзі, з 1 березня 1939 року — 41-го запасного льотного дивізіону у Франкфурті-на-Одері, з 1 квітня 1939 року — 41-го навчального авіаполку у Франкфурті-на-Одері.

### Друга світова війна
З 1 березня 1940 року — комендант району аеродрому Штендаля, з 1940 року — аеродрому 1/XI. З 4 січня 1941 року — командир штабу повітряної області особливого призначення «Африка». Загинув в авіакатастрофі під час перельоту з Лівії до Неаполя на Heinkel He 111.

## Сім'я
7 квітня 1939 року одружився з Лавінією Агнес Крессе. В пари народився син.

## Звання
- Фенріх (6 березня 1911)
- Лейтенант (18 серпня 1912, патент від 3 вересня 1910)
- Оберлейтенант (22 березня 1916)
- Гауптман запасу (31 березня 1920)
- Майор (1 серпня 1934)
- Оберстлейтенант (20 квітня 1936)
- Оберст (1 серпня 1938)
- Генерал-майор (1 серпня 1941)

## Нагороди
- Залізний хрест
  - 2-го класу (вересень 1914)
  - 1-го класу (6 травня 1915)
- Нагрудний знак військового пілота (Пруссія) (20 вересня 1914)
- Медаль «За відвагу» (Гессен) (18 січня 1915)
- Нагрудний знак пілота (Османська імперія) (10 січня 1916)
- Галліполійська зірка (Османська імперія; 3 березня 1916)
- Медаль «Ліакат» (Османська імперія)
  - срібна з шаблями (10 квітня 1916)
  - золота з шаблями (21 жовтня 1916)
- Срібна медаль «Імтияз» з шаблями (Османська імперія; 10 травня 1916)
- Орден Меджида 4-го класу (Османська імперія; 1 серпня 1916)
- Орден «Османіє» 4-го класу (Османська імперія; 3 лютого 1917)
- Королівський орден дому Гогенцоллернів, лицарський хрест з мечами (8 травня 1917)
- Нагрудний знак «За поранення» в чорному (30 жовтня 1918)
- Пам'ятний знак пілота (Пруссія) (31 березня 1920)
- Почесний хрест ветерана війни з мечами (11 лютого 1935)
- Нагрудний знак пілота (27 травня 1935)
- Медаль «За вислугу років у Вермахті»
  - 4-го класу (4 роки; 2 жовтня 1936)
  - 3-го класу (12 років; 12 квітня 1938)

Посмертно був представлений до нагородження медаллю «За військову доблесть», проте не отримав нагороду.